# Chlorogomphus risi
Chlorogomphus risi – gatunek ważki z rodziny Chlorogomphidae. Występuje na Tajwanie i japońskim archipelagu Riukiu.